# Шенье (Кот-д’Ор)
Шенье́ (фр. Chaignay) — коммуна во Франции, находится в регионе Бургундия. Департамент коммуны — Кот-д’Ор. Входит в состав кантона Ис-сюр-Тий. Округ коммуны — Дижон.
Код INSEE коммуны — 21127.

## Население
Население коммуны на 2010 год составляло 524 человека.
| 1962 | 1968 | 1975 | 1982 | 1990 | 1999 | 2010 |
| ---- | ---- | ---- | ---- | ---- | ---- | ---- |
| 330  | 310  | 311  | 336  | 369  | 430  | 524  |

## Экономика
В 2010 году среди 345 человек трудоспособного возраста (15—64 лет) 250 были экономически активными, 95 — неактивными (показатель активности — 72,5 %, в 1999 году было 81,1 %). Из 250 активных жителей работали 233 человека (119 мужчин и 114 женщин), безработных было 17 (6 мужчин и 11 женщин). Среди 95 неактивных 36 человек были учениками или студентами, 44 — пенсионерами, 15 были неактивными по другим причинам.